# Marco Lucchinelli
Marco Lucchinelli   (Bolano, 26 de juny de 1954) és un antic pilot de motociclisme italià que va guanyar el campionat del món de 500cc amb Suzuki el 1981. El 2017 fou incorporat al Saló de la Fama de MotoGP.

## Trajectòria esportiva
Lucchinelli va començar la seva carrera el 1975 amb una Laverda en curses de resistència. El seu pilotatge va impressionar prou a Yamaha com per a valdre-li una moto amb patrocini de fàbrica per al Campionat d'Itàlia, així com una inscripció al Gran Premi de les Nacions de 1975 a la classe de 350cc.
El 1976 va pilotar una Suzuki al Campionat del Món de 500cc i va acabar-lo en quart lloc final després d'haver obtingut dos segons llocs, un tercer i un de quart. Es va guanyar el sobrenom de Crazy Horse pel seu estil de pilotatge salvatge, que atreia molts fans. Aquest estil de conducció sense por també implicava, però, que caigués força sovint. La temporada de 1977 va baixar a l'onzè lloc final al mundial de 500 amb una Yamaha.

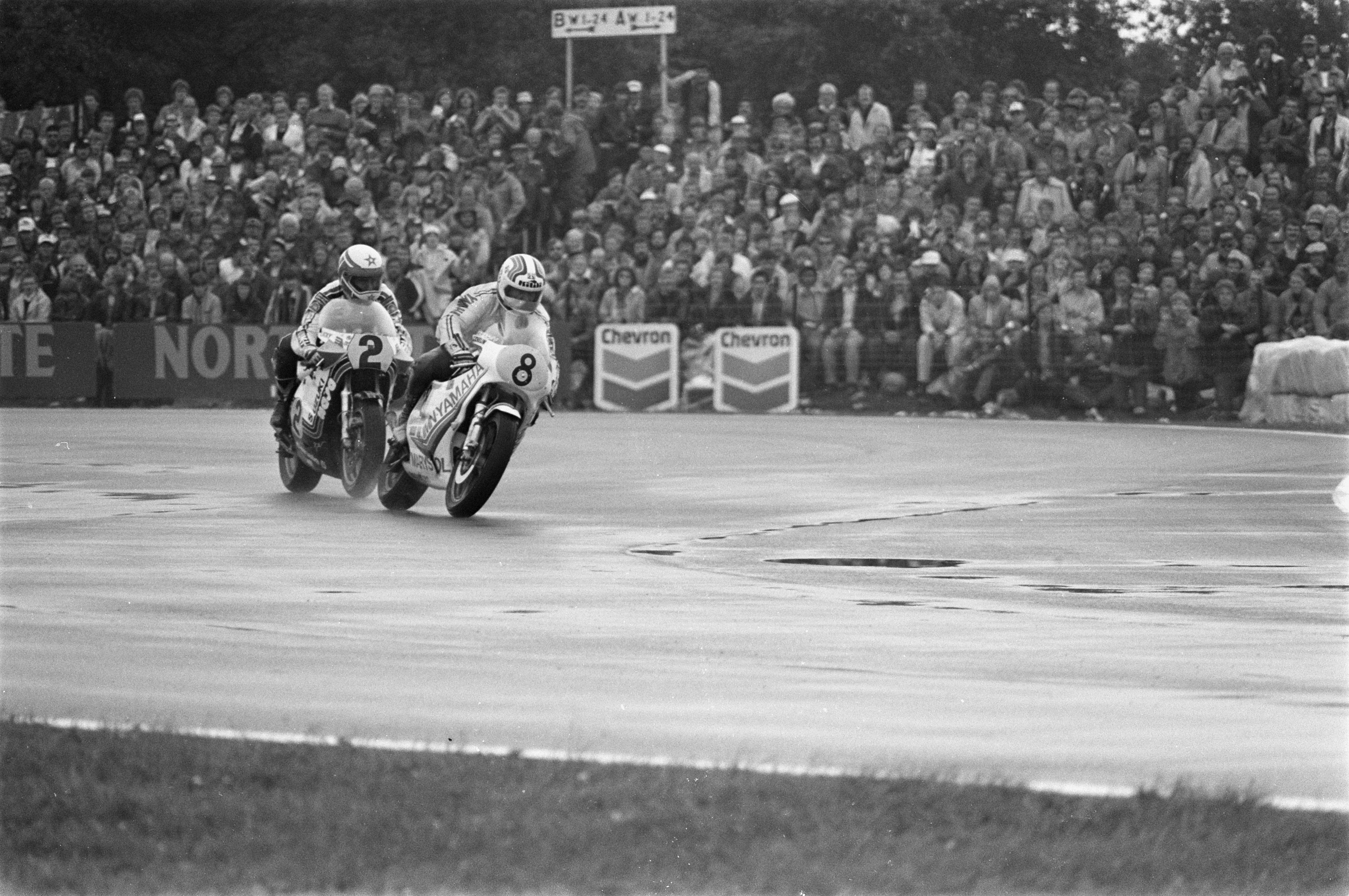
Lucchinelli (2) durant el Dutch TT d'Assen de 1981

Lucchinelli va tornar a Suzuki la temporada de 1978 i el 1980 va guanyar el seu primer Gran Premi de 500cc, concretament el d'Alemanya a Nürburgring. Acabà la temporada en tercer lloc final darrere de Kenny Roberts i Randy Mamola. La millor temporada de Lucchinelli va ser la de 1981: va començar l'any amb una victòria sobre Kenny Roberts a la prestigiosa Imola 200 italiana; després va obtenir cinc victòries en Gran Premi amb la Suzuki, amb el suport de Roberto Gallina, lluitant amb Randy Mamola fins a l'última cursa de la temporada abans de guanyar el mundial de 500cc. El 1982, l'italià va acceptar l'oferta d'Honda per a pilotar la nova NS500 tricilíndrica amb Freddie Spencer i Takazumi Katayama de companys. Aquell any no va destacar i Franco Uncini va acabar guanyant el campionat per a l'equip Roberto Gallina-Suzuki, el mateix pel qual l'havia guanyat Lucchinelli l'any anterior.
Després d'una altra temporada fluixa amb Honda el 1983, Lucchinelli va entrar a l'equip de Cagiva i s'hi va estar durant les temporades de 1984 i 1985 abans de retirar-se dels Grans Premis. Llavors va provar sort a les curses d'automobilisme i va participar en la prova italiana de la temporada de Fórmula 3000 de 1986 amb un Lola-Ford. El 1987 va tornar a les motos i va obtenir una sonada victòria a la Daytona Battle of the Twins amb una Ducati 851. El 1988 va disputar amb Ducati el Campionat del Món de Superbike, en què va guanyar dues curses abans d'assumir el rol de director d'equip de la marca. El 6 de desembre de 1991, Marco Lucchinelli va ser detingut per tinença de drogues i va passar una temporada a la presó durant la qual va lluitar amb èxit contra l'addicció a les drogues.
Un cop retirat de les competicions, Lucchinelli va fer de comentarista de televisió a les curses de motociclisme per a la cadena Eurosport. Tot i així, va tornar breument a les curses el 1998 tot participant als 1000 km de Monza i a la cursa inaugural de la International Sports Racing Series (ISRS) amb l'equip Centenari; no va poder prendre la sortida a Monza però va acabar sisè a la general (segon a la classe CN) a la cursa inaugural de l'ISRS.

## Palmarès

### Resultats al Mundial de motociclisme
Barem de puntuació de 1969 a 1987:
| Posició | 1  | 2  | 3  | 4 | 5 | 6 | 7 | 8 | 9 | 10 |
| Punts   | 15 | 12 | 10 | 8 | 6 | 5 | 4 | 3 | 2 | 1  |

(Ids. Grans Premis | Llegenda) (Curses en negreta indiquen pole; curses en  itàlica indiquen volta ràpida)
| Any  | Categoria | Moto            | 1       | 2       | 3       | 4       | 5       | 6       | 7       | 8       | 9       | 10      | 11      | 12      | Posició | Punts |
| ---- | --------- | --------------- | ------- | ------- | ------- | ------- | ------- | ------- | ------- | ------- | ------- | ------- | ------- | ------- | ------- | ----- |
| 1975 | 350cc     | Yamaha          | FRA     | ESP     | AUT     | GER     | NAT 7   | IOM     | NED     | FIN     | CZE     | YUG     |         |         | 32è     | 4     |
| 1976 | 350cc     | Yamaha          | FRA Ret | AUT     | NAT     | YUG     | IOM     | NED     | FIN     | CZE     | GER     | ESP     |         |         | NC      | 0     |
| 1976 | 500cc     | Suzuki          | FRA 3   | AUT 2   | NAT DNS | IOM     | NED     | BEL     | SWE 15  | FIN 5   | CZE Ret | GER 2   |         |         | 4t      | 40    |
| 1977 | 500cc     | Suzuki          | VEN 7   | AUT DNS | GER 7   | NAT Ret | FRA Ret | NED 6   | BEL Ret | SWE Ret | FIN 2   | CZE Ret | GBR     |         | 11è     | 25    |
| 1978 | 350cc     | Yamaha          | VEN     | AUT     | FRA     | NAT 6   | NED     | SWE     |         |         |         |         |         |         | 18è     | 5     |
| 1978 | 350cc     | Harley-Davidson |         |         |         |         |         |         | FIN Ret | GBR     | GER     | CZE     | YUG     |         | 18è     | 5     |
| 1978 | 500cc     | Suzuki          | VEN     | ESP Ret | AUT 4   | FRA Ret | NAT 3   | NED Ret | BEL 7   | SWE Ret | FIN Ret | GBR 4   | GER Ret |         | 9è      | 30    |
| 1979 | 500cc     | Suzuki          | VEN     | AUT 9   | GER Ret | NAT Ret | ESP 10  | YUG Ret | NED Ret | BEL DNS | SWE 7   | FIN 9   | GBR 9   | FRA Ret | 18è     | 11    |
| 1980 | 500cc     | Suzuki          | NAT Ret | ESP 2   | FRA 3   | NED Ret | BEL 2   | FIN Ret | GBR 3   | GER 1   |         |         |         |         | 3r      | 59    |
| 1981 | 500cc     | Suzuki          | AUT Ret | GER 3   | NAT 5   | FRA 1   | YUG 2   | NED 1   | BEL 1   | SM 1    | GBR 19  | FIN 1   | SWE 9   |         | 1r      | 105   |
| 1982 | 500cc     | Honda           | ARG 5   | AUT Ret | FRA DNS | ESP 5   | NAT 5   | NED Ret | BEL 6   | YUG 8   | GBR 17  | SWE 5   | SM 6    | GER 5   | 8è      | 43    |
| 1983 | 500cc     | Honda           | RSA 9   | FRA 2   | NAT 10  | GER 3   | ESP Ret | AUT 7   | YUG 9   | NED Ret | BEL 7   | GBR Ret | SWE 6   | SM 4    | 7è      | 48    |
| 1984 | 500cc     | Cagiva          | RSA Ret | NAT Ret | ESP Ret | AUT Ret | GER     | FRA DNS | YUG     | NED Ret | BEL     | GBR     | SWE     | SM      | NC      | 0     |
| 1985 | 500cc     | Cagiva          | RSA     | ESP     | GER     | NAT     | AUT     | YUG 15  | NED Ret | BEL Ret | FRA     | GBR     | SWE     | SM Ret  | NC      | 0     |
| 1986 | 500cc     | Cagiva          | ESP     | NAT Ret | GER     | AUT     | YUG     | NED     | BEL     | FRA     | GBR     | SWE     | SM      |         | NC      | 0     |

### Resultats al Mundial de Superbike
(Ids. Rondes | Llegenda) (Curses en negreta indiquen pole; curses en  itàlica indiquen volta ràpida)
| Any  | Moto   | 1     | 1     | 2     | 2       | 3     | 3      | 4     | 4       | 5      | 5       | 6      | 6     | 7       | 7       | 8       | 8      | 9     | 9       | 10  | 10  | 11  | 11  | Pos. | Pts |
| Any  | Moto   | C1    | C2    | C1    | C2      | C1    | C2     | C1    | C2      | C1     | C2      | C1     | C2    | C1      | C2      | C1      | C2     | C1    | C2      | C1  | C2  | C1  | C2  | Pos. | Pts |
| ---- | ------ | ----- | ----- | ----- | ------- | ----- | ------ | ----- | ------- | ------ | ------- | ------ | ----- | ------- | ------- | ------- | ------ | ----- | ------- | --- | --- | --- | --- | ---- | --- |
| 1988 | Ducati | GBR 2 | GBR 1 | HUN 9 | HUN Ret | GER 6 | GER 11 | AUT 1 | AUT Ret | JPN 12 | JPN Ret | FRA 10 | FRA C | POR 3   | POR 4   | AUS     | AUS    | NZL   | NZL     |     |     |     |     | 5è   | 63  |
| 1989 | Ducati | GBR   | GBR   | HUN   | HUN     | CAN   | CAN    | USA   | USA     | AUT    | AUT     | FRA    | FRA   | JPN DNS | JPN DNS | GER Ret | GER 10 | ITA 9 | ITA DNS | AUS | AUS | NZL | NZL | 42è  | 13  |